# Raphaël Bienvenu Sabatier
Pour les articles homonymes, voir Sabatier.
Raphaël Bienvenu Sabatier, né à Paris le 11 octobre 1732 et mort à Noisy-le-Roi le 19 juillet 1811, est un chirurgien français.

## Biographie
Reçu docteur à vingt ans, il devint professeur d'anatomie quatre ans après et enseigna avec un grand succès. Le talent qu'il déploya attira sur lui l'attention du chirurgien Sauveur-François Morand, qui lui fit donner la survivance des fonctions de chirurgien en chef à l'hôtel des Invalides et lui accorda la main de sa nièce, Louise Françoise Morand (1757). De leur union naît en 1765 un fils, Raphaël Sauveur Sabatier, qui sera chevalier de la Légion d'honneur.
Quelque temps après, Sabatier devint démonstrateur de chirurgie, puis membre de l'Académie des sciences (1773) et censeur royal. Pendant la Révolution, il fut un des trois inspecteurs généraux des armées. Attaché d'abord comme médecin à l'armée du Nord, puis à la Faculté de Paris, il occupa ensuite la chaire de médecine opératoire et Napoléon le nomma l'un de ses chirurgiens consultants. Sabatier, qui entra à l'Institut dès sa création, était un opérateur de premier ordre, peut-être cependant un peu trop attaché à l'ancienne pratique. C'était un homme simple, frugal, humain, plein de compassion pour les malades.
Il repose à Paris, au cimetière du Père-Lachaise, 11e division, avec Nicolas-Philibert Adelon, professeur de médecine lui aussi et physiologiste.  

## Œuvres
Il a laissé sur son art une foule de mémoires, insérés dans les recueils académiques, et des ouvrages pleins de sagacité et d'érudition. Celui qui lui fait le plus d'honneur est le traité :
- De la médecine opératoire (1796, 3 vol. in-8°), dont Sanson et Bégin ont donné une édition nouvelle, mise au niveau des progrès de la science, en 1822-1824 et 1832 (4 vol. in-8°).

On a encore de lui les ouvrages suivants : 
- Traité complet d'anatomie (1776, 2 vol. in-8°, et 1791, 3 vol. in-8°) ;
- De bronchotomia (Paris, 1752, in-4°) ;
- De la médecine expectative (Paris, 1796, 3 vol.in-8°).

Enfin il a édité quelques ouvrages :
- l’Abrégé d'anatomie de G. Verdier (1768),
- le Traité complet de chirurgie de Mauquest de La Motte (1771, 2 vol. in-8°).